# Tratado de Ottawa

Os países-membros do Tratado de Ottawa (em azul).

A Convenção sobre a Proibição do Uso, Armazenamento, Produção e Transferência de Minas Antipessoais e sobre a sua Destruição de 1997, também conhecido como Tratado de Ottawa, a Convenção de Proibição de Minas Antipessoal ou muitas vezes simplesmente como Tratado de Proibição de Minas, mira a eliminação do uso de minas antipessoal (APL, na sigla em inglês) pelo mundo.
Até agosto de 2022, cerca de 164 estados haviam ratificado ou aderido ao tratado. As grandes potências globais, que também são fabricantes anteriores e atuais de minas terrestres, não fazem parte do tratado. Entre essas nações está os Estados Unidos, a China e a Rússia. Outros notórios não signatários incluem a Índia e o Paquistão.